# SO36
SO36 és una sala de concerts i discoteca d'Oranienstraße, a prop de Heinrichplatz, al barri berlinès de Kreuzberg. Pren el seu nom del codi postal històric d'aquesta zona, «SO36», en el qual SO significa Südost («sud-est»). El districte de Kreuzberg ha estat històricament el bressol del moviment punk a Berlín, així com d'altres subcultures a Alemanya.

## Història

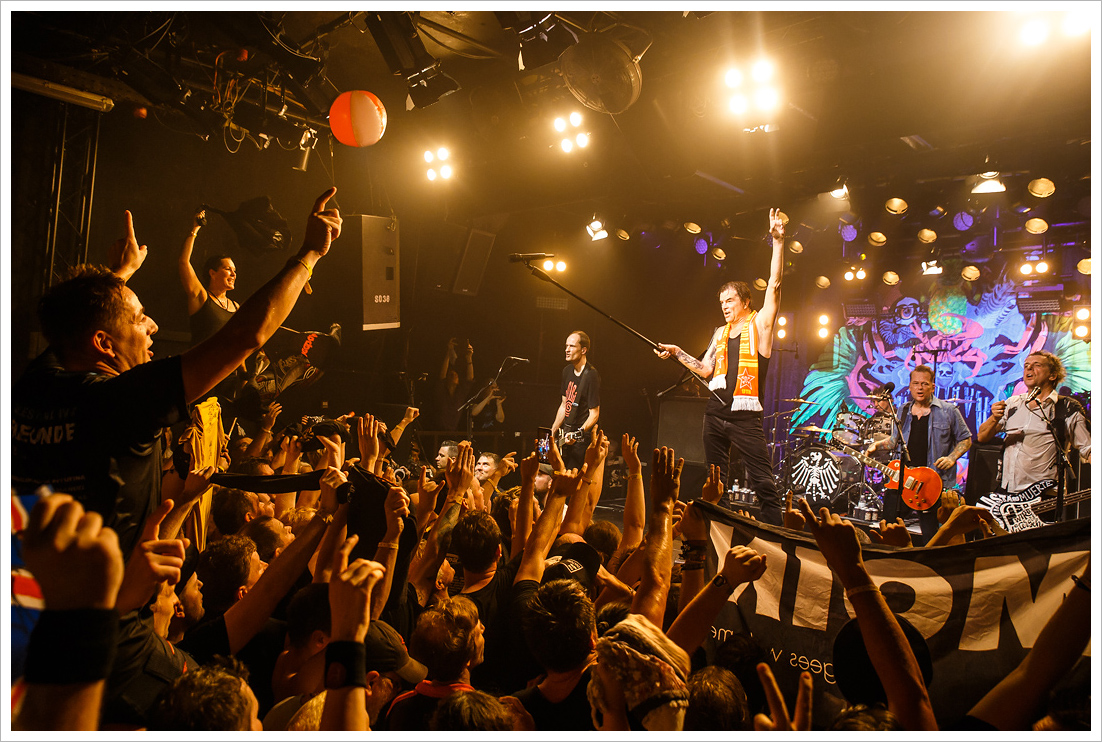
Die Toten Hosen en concert al SO36

Des de la dècada del 1970 SO36 ha estat un lloc important per a la música i la cultura alternatives. Molts músics del punk hi han actuat i encara ho fan, i sovint se l'ha comparat amb el CBGB de Nova York per la seva rellevància. El 2016 es va publicar SO36: 1978 bis heute, un llibre il·lustrat retrospectiu que cobreix els 36 anys d'història de la sala.
La festa Electric Ballroom que s'hi celebra és considerat un esdeveniment mític de l'escena techno gai de Berlín. El fotògraf Nicolaus Schmidt va crear un retrat documental i fictici del club, anomenat «amalgama de la cultura occidental i oriental».